# Briareopsis
Briareopsis is een geslacht van neteldieren uit de klasse van de Anthozoa (bloemdieren).

## Soort
- Briareopsis aegeon Bayer, 1993